# 圣阿韦
圣阿韦（法語：Saint-Avé，法語發音：[sɛ̃.t‿ave]）是法国莫尔比昂省的一个市镇，位于该省南部，属于瓦讷区，也是瓦讷城市公共社区的一部分。

## 地理
圣阿韦（47°41'12"N, 2°44'4"W）面积26.09 平方千米，位于法国布列塔尼大區莫尔比昂省，该省份为法国西北部沿海省份，位于布列塔尼半岛南部，北起阿摩尔滨海省、西接菲尼斯泰尔省，南濒大西洋，东南接大西洋卢瓦尔省，东临伊勒-维莱讷省。
与圣阿韦接壤的市镇（或旧市镇、城区）包括：蒙泰尔布朗、圣诺尔夫、瓦讷、普莱斯科普、默孔、洛凯尔塔斯。

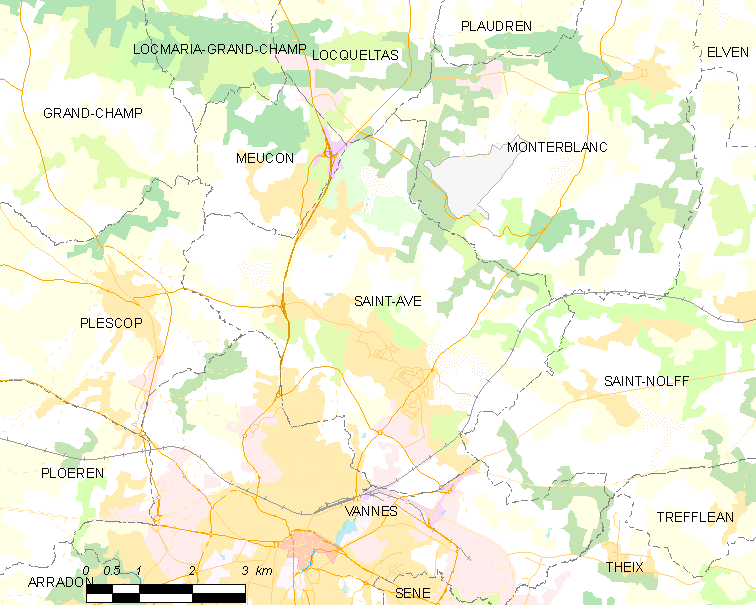
圣阿韦的OSM定位图

圣阿韦的时区为UTC+01:00、UTC+02:00（夏令时）。

## 行政
圣阿韦的邮政编码为56890，INSEE市镇编码为56206。

## 政治
圣阿韦所属的省级选区为瓦讷第三县。

## 人口

1962-2008年间圣阿韦人口变化图示

圣阿韦于2022年1月1日时的人口数量为12173人。